# Kenyentulus yaanensis
Kenyentulus yaanensis är en urinsektsart som beskrevs av Yinquiu Tang och Yin 1987. Kenyentulus yaanensis ingår i släktet Kenyentulus och familjen lönntrevfotingar. Inga underarter finns listade i Catalogue of Life.